# Dvärgbälta
Dvärgbälta (Zaedyus pichiy) är en art i familjen bältdjur och den enda arten i släktet Zaedyus. Den förekommer i södra Sydamerika från mellersta Argentina över södra Argentina och Chile (Patagonien) till Magellans sund. Djuret vistas i låglandet och i bergstrakter upp till 2500 meter över havet.

## Kännetecken
Djuret är en av de minsta bältdjuren, bara mantelbältor är mindre. Kroppslängden ligger mellan 26 och 33 centimeter och därtill kommer en 10 till 14 centimeter lång svans. Vikten är ett till två kilogram. Dvärgbältans pansar på ryggen och på huvudet har en mörkbrun färg med gula kanter. Svansen är täckt av ett gult pansar. Vid kanten av bålens pansar nära stjärten förekommer många svarta hår och gulvita borstar. Undersidan är täckt av grov gulvit päls. Huvudet som har sköldplattor på ovansidan kännetecknas av en lång nos och små öron. Vid fötterna finns väl utvecklade klor.

## Levnadssätt
Habitatet utgörs av Patagoniens gräsmark och torrområden. Dvärgbältor är aktiva på natten och gräver underjordiska bon där de gömmer sig under dagen. Blir de hotade pressar de sina pansrar mot marken med alla mjuka kroppsdelar övertäckt. Varje individ lever ensam. I kalla regioner av utbredningsområdet faller de under vintern i ett stelt tillstånd (torpor).
Födan utgörs av insekter, maskar och mindre ryggradsdjur som ödlor och gnagare. Ibland äter de även växtdelar eller svampar.

## Fortplantning
Efter dräktigheten som varar i ungefär 60 dagar föder honan ett till tre (vanligen två) ungdjur. Efter 6 veckor sluter honan att ge di och ungarna är efter nio till tolv månader könsmogna. Den äldsta individen i fångenskap blev nio år gammal.

## Hot
I Patagonien anses köttet från dvärgbältan som delikatess och därför jagas djuret. Trots allt är arten inte lika hotad som andra bältdjur då invånarantalet i Patagonien är inte särskilt stort. Olika kroppsdelar används för att skapa konstföremål. Arten förekommer i flera skyddsområden. IUCN uppskattar att beståndet minskade med 20 procent under de gångna 12 åren (räknad från 2014) och listar dvärgbältan som nära hotad (NT).